# Hubert-François Gravelot

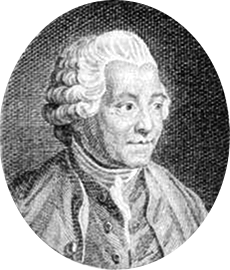
Hubert François Gravelot

Hubert-François Gravelot, egentligen Bourguignon, född 26 mars 1699 i Paris, död 19 april 1773, var en fransk grafiker och tecknare.

## Biografi
Gravelot var elev till Jean Restout, men hade under sina tidiga år begränsade framgångar med sin konstutövning. Efter att ha emigrerat till London 1732 blev han emellertid snabbt en central figur i införandet av rokokostilen i brittisk design som spreds från London under denna period genom bokillustrationer, graverade mönster samt lyxvaror med "fransk stil".

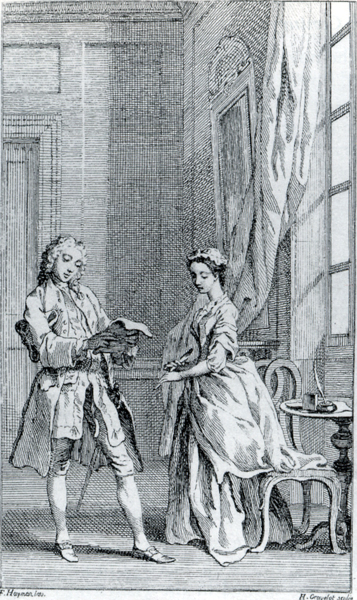
Illustration till den 6:e upplagan av Samuel Richardsons Pamela, 1742, efter Francis Heymans utformning.

Gravelot ägnade sig särskilt åt illustrativa uppgifter och utförde i behagfull och tekniskt fulländad stil utsmyckning för bland annat Rousseaus Nouvelle Héloîse, Giovanni Boccaccios Decamerone samt arbeten för arbeten av Jean-François Marmontel, Shakespeare och Voltaire.